# Obsession: Radical Islam’s War Against the West
Obsession: Radical Islam’s War Against the West ist ein Dokumentarfilm aus dem Jahr 2005 über die gefühlte Bedrohung des Westens durch den Islamismus. Der Film benutzt Ausschnitte aus dem arabischen Fernsehen und zeigt radikal islamische Hassprediger, die zum weltweiten Dschihad aufrufen. Der südafrikanische Drehbuchautor und Regisseur Wayne Kopping zieht Parallelen zwischen dem Nationalsozialismus und dem Islamismus und der Herangehensweise des Westens an diese beiden Bedrohungen.
Teile des Films wurden auf CNN und Fox News ausgestrahlt. Die Distribution des Films erfolgte auf ungewöhnliche Weise: 28 Millionen kostenlose DVDs wurden vor der Präsidentschaftswahl in den Vereinigten Staaten 2008 in Swing States als Beilage in über 70 Zeitungen verteilt.

## Handlung
Der Film beginnt mit folgendem Zitat:
„Dies ist ein Film über radikalen islamistischen Terror. Einer gefährlichen Ideologie, die von religiösem Hass angestachelt wird. Es ist wichtig uns zu erinnern, dass die meisten Muslime friedlich sind und diesen Terror ablehnen. Dies ist kein Film über sie. Dies ist ein Film über eine radikale Weltsicht und die Gefahr, die diese Sicht für uns alle ist, Muslime wie Nicht-Muslime.“
Der Film benutzte Ausschnitte aus dem arabischen Fernsehen, die vom Middle East Media Research Institute zur Verfügung gestellt wurden.

## Teilnehmer
Die folgenden Personen wurden für den Film interviewt:
- Nonie Darwish
- Alan Dershowitz
- Steven Emerson
- Brigitte Gabriel
- Martin Gilbert
- Caroline Glick
- Alfons Heck
- Glen Jenvey
- John Loftus
- Salim Mansur
- Itamar Marcus
- Daniel Pipes
- Tashbih Sayyed
- Walid Shoebat
- Khaled Abu Toameh
- Robert Wistrich
- Khaleel Mohammed

Khaleel Mohammed, der das Konzept des Dschihad in dem Film erklärte, distanzierte sich später von dem Film.

## Verbreitung
CNN strahlte Teile des Films aus.
Fox News hat Teile des Films auf seiner Webseite und im Fernsehen gezeigt.
Siebenmal im Jahre 2006 benutzte Fox News Teile aus dem Film für einen einstündigen Spezialbeitrag.
Der Film wurde auch an 30 US-Universitäten gezeigt.
Nachdem die gewöhnlichen Vertriebswege nicht erfolgreich gewesen waren, behielt der The Clarion Fund die Verteilungsrechte und verbreitete 28 Millionen DVDs per Post in den Swing States.
Die DVD wurde außerdem an alle 30.000 Mitglieder der Republican Jewish Coalition verteilt.
Zeitungen, die den Film verteilten, waren The New York Times, The Charlotte Observer, The Miami Herald, News & Observer, The Chronicle of Higher Education, The Oregonian und viele mehr.
Viele Zeitungen schrieben Artikel über den Film, am Tag der Veröffentlichung.
Einige wenige Zeitungen weigerten sich, Artikel über den Film zu veröffentlichen bzw. die DVDs zu verteilen.

## Rezeption
Der Film wurde gelobt von Persönlichkeiten wie Glenn Beck und Sean Hannity. Glenn Beck beschrieb den Film als „einen der wichtigsten Filme in unserer Lebenszeit“.
Emmett Tyrrell schrieb, dass der Film „einer der fesselndsten Filme über den Kampf ist, dem die zivilisierte Welt gegenübersteht“.
Weitere Unterstützung bekam der Film von Fox News
Townhall,
und National Review.
Einige kritisierten die Darstellung der Islamisten als islamfeindlich. Außerdem wurde die Verteilung des Films am 7. Jahrestag der Anschläge vom 11. September, vor der Präsidentschaftswahl in den Vereinigten Staaten 2008 kritisiert.
Das Council on American-Islamic Relations verlangte eine Untersuchung der Verteilung durch die Federal Election Commission.